# Actuaciones de The Who 1964
The Who 1964 performances es la segunda gira de conciertos por parte de la banda británica The Who durante 1964 por Inglaterra y Escocia.

## Miembros de la banda
- Roger Daltrey - voz, armónica, percusión
- Pete Townshend - guitarra, voz
- John Entwistle - bajo, voz
- Doug Sandom - batería (13 April)
- Keith Moon - batería (2 de mayo)
- Brian Redman - batería (un show el 4 may)

## Lista de canciones
1. "I Gotta Dance to Keep From Crying" (Holland-Dozier-Holland)
2. "You Really Got Me" (Ray Davies)
3. "Young Man Blues" (Mose Allison)
4. "Green Onions" (Booker T. Jones, Steve Cropper, Lewis Steinberg, Al Jackson, Jr.)
5. "Long Tall Shorty" (Herb Abramson, Don Covay)
6. "Pretty Thing" (Willie Dixon)
7. "Smokestack Lightning" (Chester Burnett)
8. "Here 'Tis" (Bo Diddley)
9. "Ooh Poo Pah Doo" (Wilson Pickett)
10. "Walking the Dog" (Rufus Thomas)
11. "Memphis, Tennessee" (Chuck Berry)
12. "I'm a Man" (Bo Diddley)

## Fechas de la gira
| Fecha                    | Ciudad                                          | País     | Lugar                                        |
| ------------------------ | ----------------------------------------------- | -------- | -------------------------------------------- |
| 2 de enero de 1964       | Greenford                                       | England  | Oldfield Hotel                               |
| 3 de enero de 1964       | Forest Hill                                     | England  | Glenlyn Ballroom                             |
| 11 de enero de 1964      | Greenford                                       | England  | Oldfield Hotel                               |
| 12 de enero de 1964      | Acton                                           | England  | White Hart Hotel                             |
| 14 de enero de 1964      | Greenford                                       | England  | Oldfield Hotel                               |
| 16 de enero de 1964      | Greenford                                       | England  | Oldfield Hotel                               |
| 18 de enero de 1964      | Greenford                                       | England  | Oldfield Hotel                               |
| 19 de enero de 1964      | Acton                                           | England  | White Hart Hotel                             |
| 21 de enero de 1964      | Greenford                                       | England  | Oldfield Hotel                               |
| 23 de enero de 1964      | Greenford                                       | England  | Oldfield Hotel                               |
| 24 de enero de 1964      | Forest Hill                                     | England  | Glenlyn Ballroom                             |
| 25 de enero de 1964      | Greenford                                       | England  | Oldfield Hotel                               |
| 26 de enero de 1964      | Putney                                          | England  | St. Mary's Hall                              |
| 30 de enero de 1964      | Greenford                                       | England  | Oldfield Hotel                               |
| 31 de enero de 1964      | Forest Hill                                     | England  | Glenlyn Ballroom                             |
| 2 de febrero de 1964     | Putney                                          | England  | St. Mary's Hall                              |
| 6 de febrero de 1964     | Greenford                                       | England  | Oldfield Hotel                               |
| 7 de febrero de 1964     | London                                          | England  | Goldhawk Social Club                         |
| 9 de febrero de 1964     | Putney                                          | England  | St. Mary's Hall                              |
| 13 de febrero de 1964    | Greenford                                       | England  | Oldfield Hotel                               |
| 14 de febrero de 1964    | Forest Hill                                     | England  | Glenlyn Ballroom                             |
| 20 de febrero de 1964    | Greenford                                       | England  | Oldfield Hotel                               |
| 22 de febrero de 1964    | Greenford                                       | England  | Oldfield Hotel                               |
| 23 de febrero de 1964    | Putney                                          | England  | St. Mary's Hall                              |
| 27 de febrero de 1964    | Greenford                                       | England  | Oldfield Hotel                               |
| 28 de febrero de 1964    | London                                          | England  | Goldhawk Social Club                         |
| 29 de febrero de 1964    | Brentford                                       | England  | Evershed Sports Pavilion                     |
| 1 de marzo de 1964       | Putney                                          | England  | St. Mary's Hall                              |
| 5 de marzo de 1964       | Greenford                                       | England  | Oldfield Hotel                               |
| 6 de marzo de 1964       | London                                          | England  | Goldhawk Social Club                         |
| 7 de marzo de 1964       | Ealing                                          | England  | Mead Hall                                    |
| 7 de marzo de 1964       | Shepherd's Bush                                 | England  | Old Oak Common Institute (wedding reception) |
| 8 de marzo de 1964       | Putney                                          | England  | St. Mary's Hall                              |
| 15 de marzo de 1964      | Acton                                           | England  | White Hart Hotel                             |
| 16 de marzo de 1964      | Forest Hill                                     | England  | Glenlyn Ballroom                             |
| 17 de marzo de 1964      | Greenford                                       | England  | Oldfield Hotel                               |
| 19 de marzo de 1964      | Greenford                                       | England  | Oldfield Hotel                               |
| 23 de marzo de 1964      | Forest Hill                                     | England  | Glenlyn Ballroom                             |
| 26 de marzo de 1964      | Greenford                                       | England  | Oldfield Hotel                               |
| 27 de marzo de 1964      | London                                          | England  | Goldhawk Social Club                         |
| 29 de marzo de 1964      | Brighton                                        | England  | Florida Rooms                                |
| 2 de abril de 1964       | Greenford                                       | England  | Oldfield Hotel                               |
| 3 de abril de 1964       | Forest Hill                                     | England  | Glenlyn Ballroom                             |
| 4 de abril de 1964       | Dunstable                                       | England  | California Ballroom                          |
| 5 de abril de 1964       | Acton                                           | England  | White Hart Hotel                             |
| 6 de abril de 1964       | Forest Hill                                     | England  | Glenlyn Ballroom                             |
| 10 de abril de 1964      | Forest Hill                                     | England  | Glenlyn Ballroom                             |
| 11 de abril de 1964      | London                                          | England  | Goldhawk Social Club                         |
| 12 de abril de 1964      | Acton                                           | England  | White Hart Hotel                             |
| 13 de abril de 1964      | London                                          | England  | 100 Club                                     |
| 16 de abril de 1964      | Greenford                                       | England  | Oldfield Hotel                               |
| 17 de abril de 1964      | London                                          | England  | Goldhawk Social Club                         |
| 18 de abril de 1964      | Brighton                                        | England  | Florida Rooms                                |
| 20 de abril de 1964      | Forest Hill                                     | England  | Glenlyn Ballroom                             |
| 23 de abril de 1964      | Greenford                                       | England  | Oldfield Hotel                               |
| 24 de abril de 1964      | Forest Hill                                     | England  | Glenlyn Ballroom                             |
| 26 de abril de 1964      | Acton                                           | England  | White Hart Hotel                             |
| 27 de abril de 1964      | London                                          | England  | 100 Club                                     |
| 30 de abril de 1964      | Greenford                                       | England  | Oldfield Hotel                               |
| 2 de mayo de 1964        | North Circular                                  | England  | Unknown Pub                                  |
| 4 de mayo de 1964        | Forest Hill                                     | England  | Glenlyn Ballroom                             |
| 7 de mayo de 1964        | Greenford                                       | England  | Oldfield Hotel                               |
| 8 de mayo de 1964        | London                                          | England  | Goldhawk Social Club                         |
| 10 de mayo de 1964       | Brighton                                        | England  | Florida Rooms                                |
| 11 de mayo de 1964       | Forest Hill                                     | England  | Glenlyn Ballroom                             |
| 14 de mayo de 1964       | Greenford                                       | England  | Oldfield Hotel                               |
| 15 de mayo de 1964       | Forest Hill                                     | England  | Glenlyn Ballroom                             |
| 16 de mayo de 1964       | Brighton                                        | England  | Florida Rooms                                |
| 17 de mayo de 1964       | Brighton                                        | England  | Florida Rooms                                |
| 18 de mayo de 1964       | Forest Hill                                     | England  | Glenlyn Ballroom                             |
| 21 de mayo de 1964       | Greenford                                       | England  | Oldfield Hotel                               |
| 24 de mayo de 1964       | Luton                                           | England  | Majestic Ballroom                            |
| 25 de mayo de 1964       | Forest Hill                                     | England  | Glenlyn Ballroom                             |
| 28 de mayo de 1964       | Greenford                                       | England  | Oldfield Hotel                               |
| 29 de mayo de 1964       | Derby                                           | England  | Corporation Hotel                            |
| 31 de mayo de 1964       | Acton                                           | England  | White Hart Hotel                             |
| 1 de junio de 1964       | Forest Hill                                     | England  | Glenlyn Ballroom                             |
| 4 de junio de 1964       | Southall                                        | England  | White Hart Hotel                             |
| 7 de junio de 1964       | Brighton                                        | England  | Florida Rooms                                |
| 8 de junio de 1964       | Forest Hill                                     | England  | Glenlyn Ballroom                             |
| 11 de junio de 1964      | Southall                                        | England  | White Hart Hotel                             |
| 15 de junio de 1964      | Forest Hill                                     | England  | Glenlyn Ballroom                             |
| 18 de junio de 1964      | Southall                                        | England  | White Hart Hotel                             |
| 19 de junio de 1964      | Leicester                                       | England  | Granby Halls (unconfirmed)                   |
| 20 de junio de 1964      | Bath                                            | England  | Regency Ballroom (1964 Jazz Festival)        |
| 22 de junio de 1964      | Forest Hill                                     | England  | Glenlyn Ballroom                             |
| 25 de junio de 1964      | Southall                                        | England  | White Hart Hotel                             |
| 26 de junio de 1964      | London                                          | England  | Golders Green Refectory                      |
| 28 de junio de 1964      | Brighton                                        | England  | Florida Rooms                                |
| 29 de junio de 1964      | Forest Hill                                     | England  | Glenlyn Ballroom                             |
| 30 de junio de 1964      | Wealdstone                                      | England  | Railway Hotel                                |
| 7 de julio de 1964       | Wealdstone                                      | England  | Railway Hotel                                |
| 11 de julio de 1964      | Watford                                         | England  | Trade Union Hall                             |
| 12 de julio de 1964      | Brighton                                        | England  | Florida Rooms                                |
| 14 de julio de 1964      | Wealdstone                                      | England  | Railway Hotel                                |
| 18 de julio de 1964      | Watford                                         | England  | Trade Union Hall                             |
| 19 de julio de 1964      | Brighton                                        | England  | Florida Rooms                                |
| 21 de julio de 1964      | Wealdstone                                      | England  | Railway Hotel                                |
| 22 de julio de 1964      | Soho                                            | England  | Scene Club                                   |
| 25 de julio de 1964      | Watford                                         | England  | Trade Union Hall                             |
| 26 de julio de 1964      | Acton                                           | England  | White Hart Hotel                             |
| 28 de julio de 1964      | Wealdstone                                      | England  | Railway Hotel                                |
| 29 de julio de 1964      | Soho                                            | England  | Scene Club                                   |
| 31 de julio de 1964      | London                                          | England  | Goldhawk Social Club                         |
| 1 de agosto de 1964      | Watford                                         | England  | Trade Union Hall                             |
| 2 de agosto de 1964      | Brighton                                        | England  | Florida Rooms                                |
| 4 de agosto de 1964      | Wealdstone                                      | England  | Railway Hotel                                |
| 5 de agosto de 1964      | Soho                                            | England  | Scene Club                                   |
| 6 de agosto de 1964      | Southall                                        | England  | White Hart Hotel                             |
| 8 de agosto de 1964      | Whetstone                                       | England  | All Saints Hall                              |
| 9 de agosto de 1964      | Brighton                                        | England  | Hippodrome Theatre (2 shows)                 |
| 11 de agosto de 1964     | Wealdstone                                      | England  | Railway Hotel                                |
| 12 de agosto de 1964     | The Mine, Carpenders Park Station. South Oxhey. | England  |                                              |
| 12 de agosto de 1964     | Soho                                            | England  | Scene Club                                   |
| 15 de agosto de 1964     | London                                          | England  | Riverboat Shuffle                            |
| 16 de agosto de 1964     | Blackpool                                       | England  | Blackpool Opera House (2 shows)              |
| 18 de agosto de 1964     | Wealdstone                                      | England  | Railway Hotel                                |
| 19 de agosto de 1964     | Soho                                            | England  | Scene Club                                   |
| 20 de agosto de 1964     | Luton                                           | England  | Majestic Ballroom                            |
| 22 de agosto de 1964     | Watford                                         | England  | Trade Union Hall                             |
| 23 de agosto de 1964     | Brighton                                        | England  | Hippodrome Theatre (2 shows)                 |
| 25 de agosto de 1964     | Wealdstone                                      | England  | Railway Hotel                                |
| 26 de agosto de 1964     | Soho                                            | England  | Scene Club                                   |
| 30 de agosto de 1964     | Blackpool                                       | England  | Queen's Theatre (2 shows)                    |
| 2 de septiembre de 1964  | The Mine, Carpenders Park Station. South Oxhey. | England  |                                              |
| 2 de septiembre de 1964  | Soho                                            | England  | Scene Club                                   |
| 4 de septiembre de 1964  | Glasgow                                         | Scotland | Kelvin Hall (2 shows)                        |
| 6 de septiembre de 1964  | Blackpool                                       | England  | Queen's Theatre (2 shows)                    |
| 8 de septiembre de 1964  | Wealdstone                                      | England  | Railway Hotel                                |
| 15 de septiembre de 1964 | Wealdstone                                      | England  | Railway Hotel                                |
| 19 de septiembre de 1964 | Watford                                         | England  | Trade Union Hall                             |
| 22 de septiembre de 1964 | Wealdstone                                      | England  | Railway Hotel                                |
| 23 de septiembre de 1964 | Greenwich                                       | England  | Town Hall                                    |
| 29 de septiembre de 1964 | Wealdstone                                      | England  | Railway Hotel                                |
| 30 de septiembre de 1964 | Greenwich                                       | England  | Town Hall                                    |
| 2 de octubre de 1964     | Romford                                         | England  | Shandon Hall Dance Club                      |
| 5 de octubre de 1964     | Rochester, Kent                                 | England  | Corn Exchange                                |
| 6 de octubre de 1964     | Wealdstone                                      | England  | Railway Hotel                                |
| 7 de octubre de 1964     | The Mine, Carpenders Park Station. South Oxhey. | England  |                                              |
| 10 de octubre de 1964    | Reading                                         | England  | Olympia Ballroom                             |
| 11 de octubre de 1964    | Cheshunt                                        | England  | Wolsey Hall                                  |
| 13 de octubre de 1964    | Watford                                         | England  | Trade Union Hall                             |
| 14 de octubre de 1964    | Greenwich                                       | England  | Town Hall                                    |
| 19 de octubre de 1964    | Rochester                                       | England  | Corn Exchange                                |
| 20 de octubre de 1964    | Wealdstone                                      | England  | Railway Hotel                                |
| 21 de octubre de 1964    | Greenwich                                       | England  | Town Hall                                    |
| 24 de octubre de 1964    | Reading                                         | England  | Olympia Ballroom                             |
| 27 de octubre de 1964    | Reading                                         | England  | Olympia Ballroom                             |
| 28 de octubre de 1964    | Greenwich                                       | England  | Town Hall                                    |
| 30 de octubre de 1964    | Windsor                                         | England  | Ricky-Tick                                   |
| 2 de noviembre de 1964   | Wealdstone                                      | England  | Railway Hotel                                |
| 4 de noviembre de 1964   | The Mine, Carpenders Park Station. South Oxhey. | England  |                                              |
| 7 de noviembre de 1964   | Watford                                         | England  | Trade Union Hall                             |
| 9 de noviembre de 1964   | Rochester                                       | England  | Corn Exchange                                |
| 14 de noviembre de 1964  | Reading                                         | England  | Olympia Ballroom                             |
| 18 de noviembre de 1964  | Cheshunt                                        | England  | Wolsey Hall                                  |
| 21 de noviembre de 1964  | London                                          | England  | Ealing Club                                  |
| 22 de noviembre de 1964  | London                                          | England  | Goldhawk Social Club (unconfirmed)           |
| 24 de noviembre de 1964  | London                                          | England  | Marquee Club (2 shows)                       |
| 25 de noviembre de 1964  | Brighton                                        | England  | Florida Rooms                                |
| 27 de noviembre de 1964  | Neasden                                         | England  | Railway Arms (unconfirmed)                   |
| 28 de noviembre de 1964  | Chelmsford                                      | England  | Corn Exchange                                |
| 29 de noviembre de 1964  | Watford                                         | England  | Trade Union Hall                             |
| 1 de diciembre de 1964   | London                                          | England  | Marquee Club                                 |
| 2 de diciembre de 1964   | Brighton                                        | England  | Florida Rooms                                |
| 8 de diciembre de 1964   | London                                          | England  | Marquee Club                                 |
| 9 de diciembre de 1964   | Brighton                                        | England  | Florida Rooms                                |
| 12 de diciembre de 1964  | London                                          | England  | Harrow Technical College                     |
| 14 de diciembre de 1964  | Leytonstone                                     | England  | Red Lion                                     |
| 15 de diciembre de 1964  | London                                          | England  | Marquee Club                                 |
| 16 de diciembre de 1964  | Brighton                                        | England  | Florida Rooms                                |
| 18 de diciembre de 1964  | Southampton                                     | England  | Waterfront Club, Cliff Hotel                 |
| 19 de diciembre de 1964  | Elephant and Castle                             | England  | London College of Printing                   |
| 21 de diciembre de 1964  | Leytonstone                                     | England  | Red Lion                                     |
| 22 de diciembre de 1964  | London                                          | England  | Marquee Club                                 |
| 23 de diciembre de 1964  | Brighton                                        | England  | Florida Rooms                                |
| 26 de diciembre de 1964  | Basingstoke                                     | England  | Galaxy Club, Town Hall                       |
| 27 de diciembre de 1964  | London                                          | England  | Ealing Club                                  |
| 28 de diciembre de 1964  | Leytonstone                                     | England  | Red Lion                                     |
| 29 de diciembre de 1964  | London                                          | England  | Marquee Club                                 |
| 31 de diciembre de 1964  | Pinner                                          | England  |                                              |